# فلاسوتينسي
فلاسوتينسي (Власотинце) هي مدينة في جابلانيكا في مقاطعة وسط صربيا في صربيا.
يبلغ عدد سكانها حوالي 17032 نسمة.